# BiBi
BiBi er Boghandlernes Informations- og Bestillingssystem 
BiBi er et lukket system udviklet og drevet af Boghandlerforeningen på vegne af de af foreningens medlemmer, som indgår i interessefællesskabet Boghandlens EDB. BiBi giver boghandlerne adgang til at søge oplysninger om bøger og i et vist omfang andre varetyper fra danske forlag. Oplysningerne i BiBi kommer fra flere kilder:
- forlæggerne selv via ForlagOnline jf. det følgende
- de største forlagsekspeditioner opdaterer de kommercielle oplysninger
- en ugentlig opdatering af nationalbibliografien fra Dansk BiblioteksCenter
- Boghandlerforeningens daglige overvågning af bl.a. dagbladene, nyhedsbreve fra forlæggerne m.m.

Boghandlerne har mulighed for at afgive deres bestillinger direkte via BiBi uden forsinkende arbejdsgange. Forlæggerne har mulighed for efter nærmere aftale at modtage ordre direkte fra boghandlerne via BiBi uden risiko for fejllevering pga. manglende oplysninger.